# Wiedomys
Wiedomys é um gênero de roedores da família Cricetidae.

## Espécies
- Wiedomys cerradensis Gonçalves, Almeida & Bonvicino, 2005
- Wiedomys pyrrhorhinos (Wied-Neuwied, 1821)